# Kabupaten de Kaimana
Le kabupaten de Kaimana (en indonésien : Kabupaten Kaimana) est une subdivision administrative de la province de Papouasie occidentale en Indonésie. Son chef-lieu est Kaimana.

## Géographie
Le kabupaten s'étend sur 18 500 km2 dans le sud de la province et s'ouvre sur la mer d'Arafura. Occupé à l'est par le massif du Lengguru, il est plutôt montagneux avec une altitude moyenne de 600 m. Il comprend 7 districts, 2 sous-districts et 84 villages.

### Subdivisions
- District de Kaimana ;
- District de Teluk Arguni ;
- District de Teluk Etna ;
- District de Buruway ;
- District de Arguni Bawah ;
- District de Kambrauw ;
- District de Yamor ;

## Histoire
Il est créé le 11 décembre 2002 au sein de la province de Papouasie occidentale nouvellement instituée.

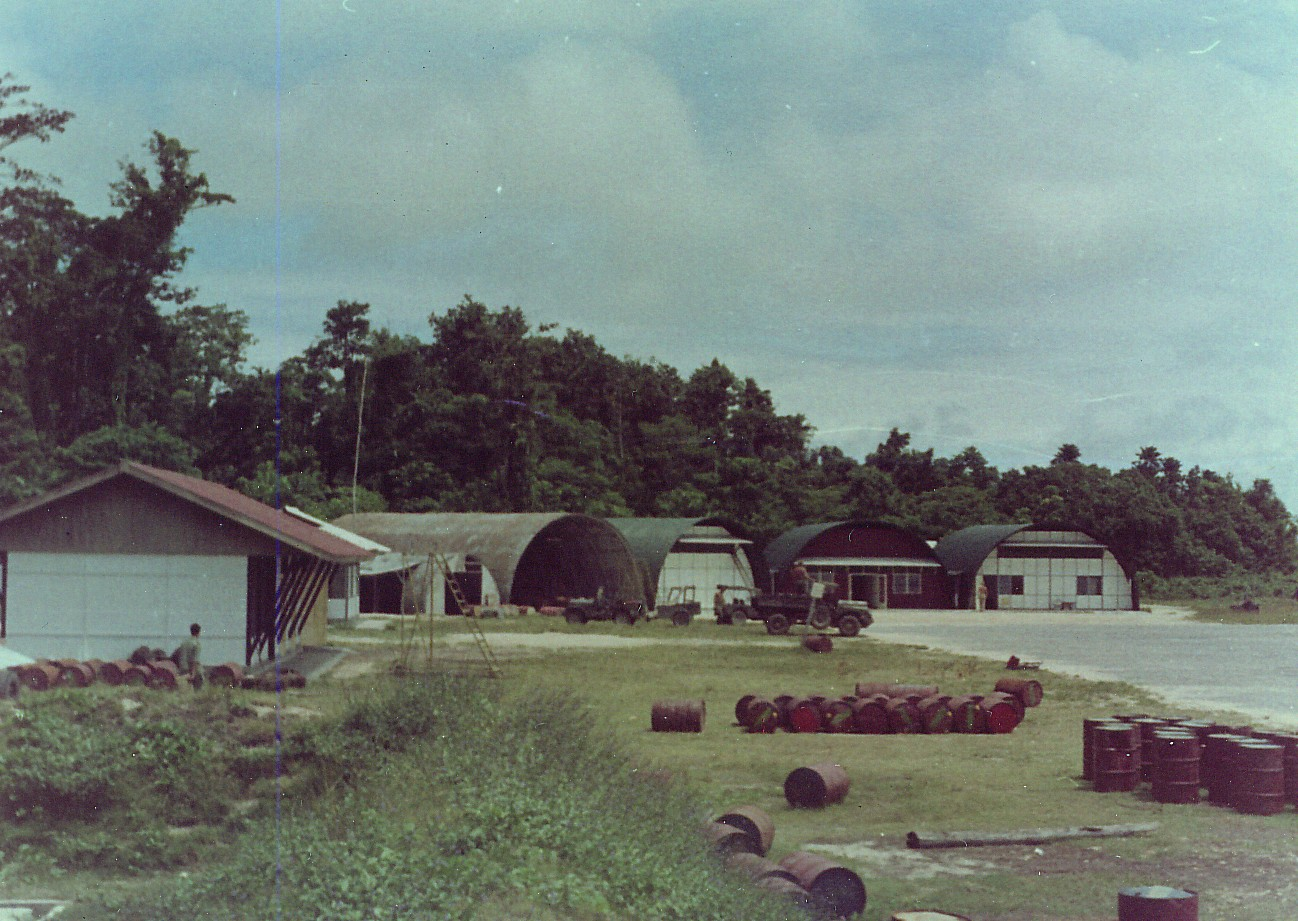
Aérodrome de Kaimana en 1962, alors que la Nouvelle-Guinée occidentale était encore sous administration néerlandaise

## Démographie
En 2021, la population s'élevait à 64 762 habitants.

## Transports
Cette région n'est accessible que par la mer ou par les airs avec l'aéroport d'Utarom.